# Aneto
|  | Aquest article tracta sobre la població ribagorçana. Vegeu-ne altres significats a «Pic d'Aneto». |

Aneto és una població situada a la part nord de la vall de Barravés, costat aragonès, comarca de la Ribagorça (Osca, Aragó). Amb una altitud d'uns 1.350 metres sobre el nivell mitjà del mar és el poble més alt a la vall de Barravés. Pertany al municipi de Montanui, a l'Alta Ribagorça. Està regat pel Barranc d'Aneto, que desemboca a l'est del poble a la Noguera Ribagorçana

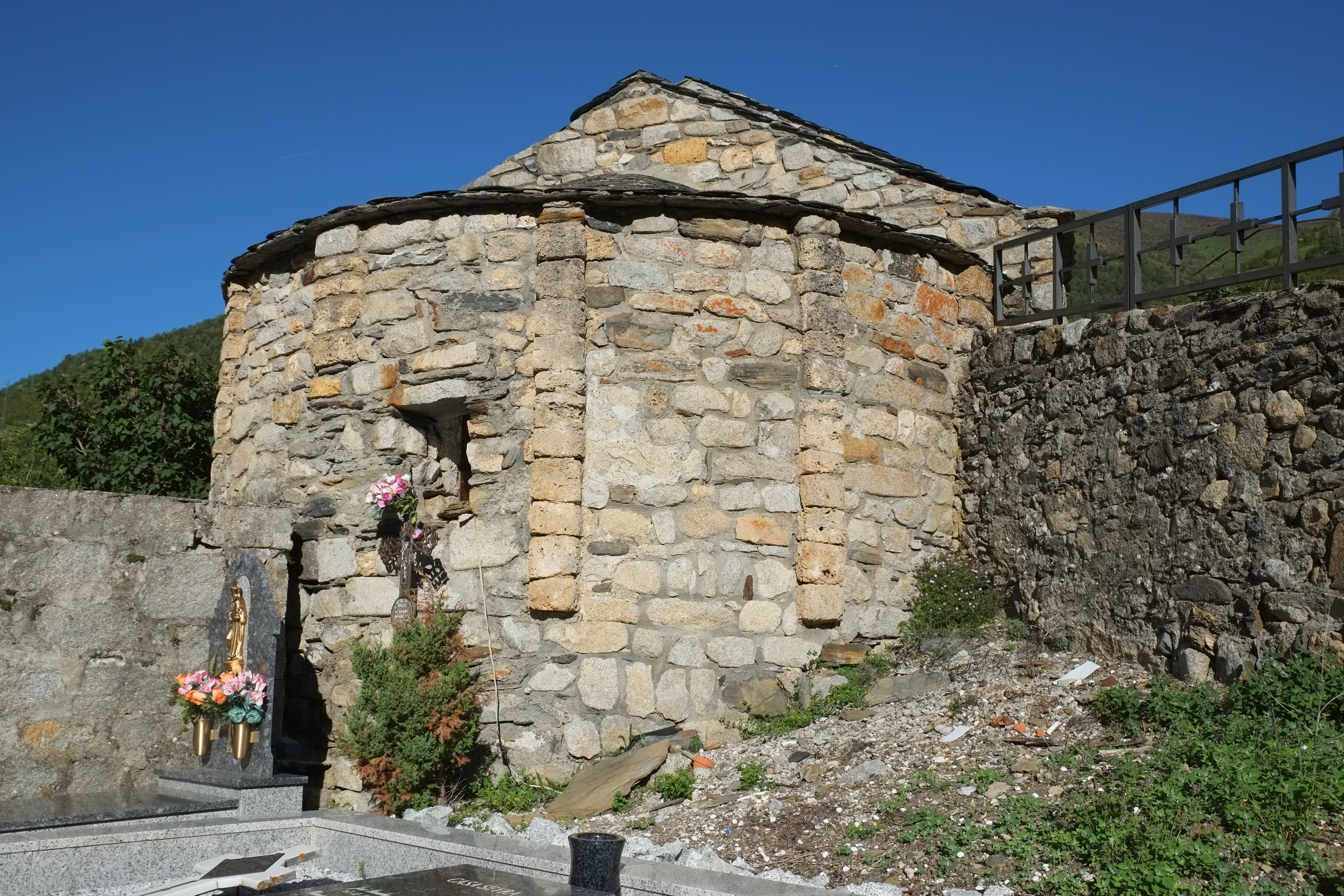
Absis de l'Ermita de Sant Climent

Resideixen al poble de forma permanent 31 persones (2006). La parla habitual és la catalana. Per qüestions purament cartogràfiques es va donar el 1817 el nom del poble al Pic d'Aneto, el més alt dels Pirineus, ja que un equip de topògrafs, conduït pel físic Reboul el va cartografiar en sortir d'aquest poble.

## Economia
L'activitat principal és la ramaderia de muntanya i el turisme. Compta amb extenses praderies de pastura i també prats d'herba per dallar. La infraestructura túristica compren un bar restaurant, cases de pagès que ofereixen allotjament i una casa de colònies d'estiu, L'Estel, per a nens i joves. És el punt inicial d'una sèrie de rutes de senderisme.

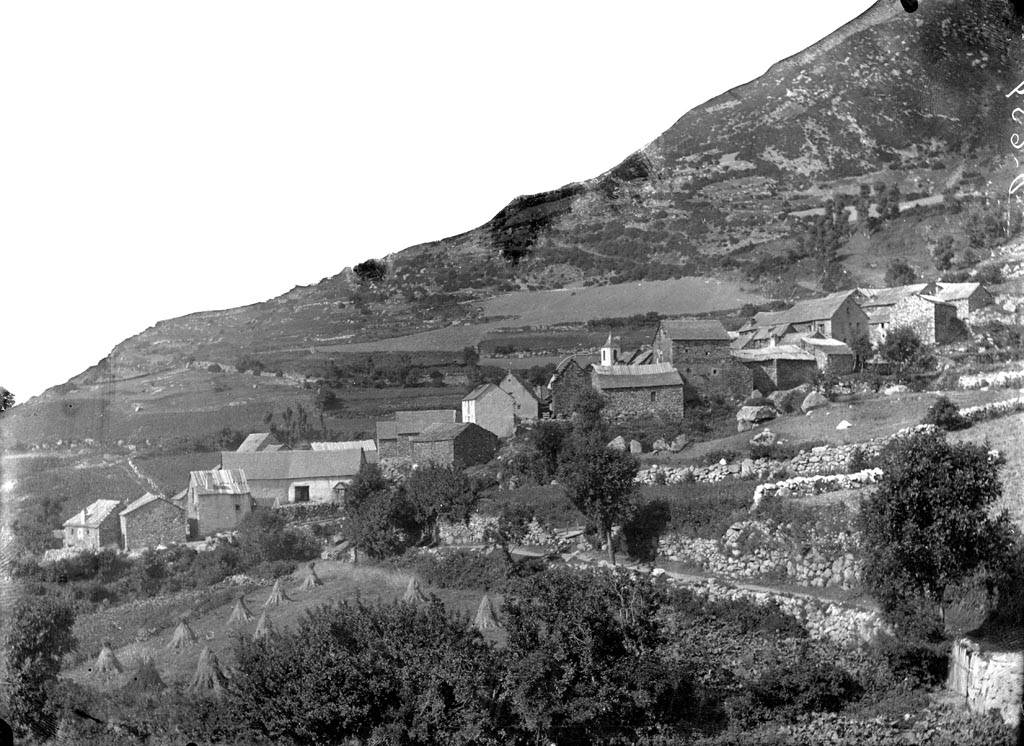
El poble d'Aneto cap a 1912

## Llocs d'interès
- Centre d'interpretació del Parc Natural Posets-Maladeta, al qual pertany part del seu terme.

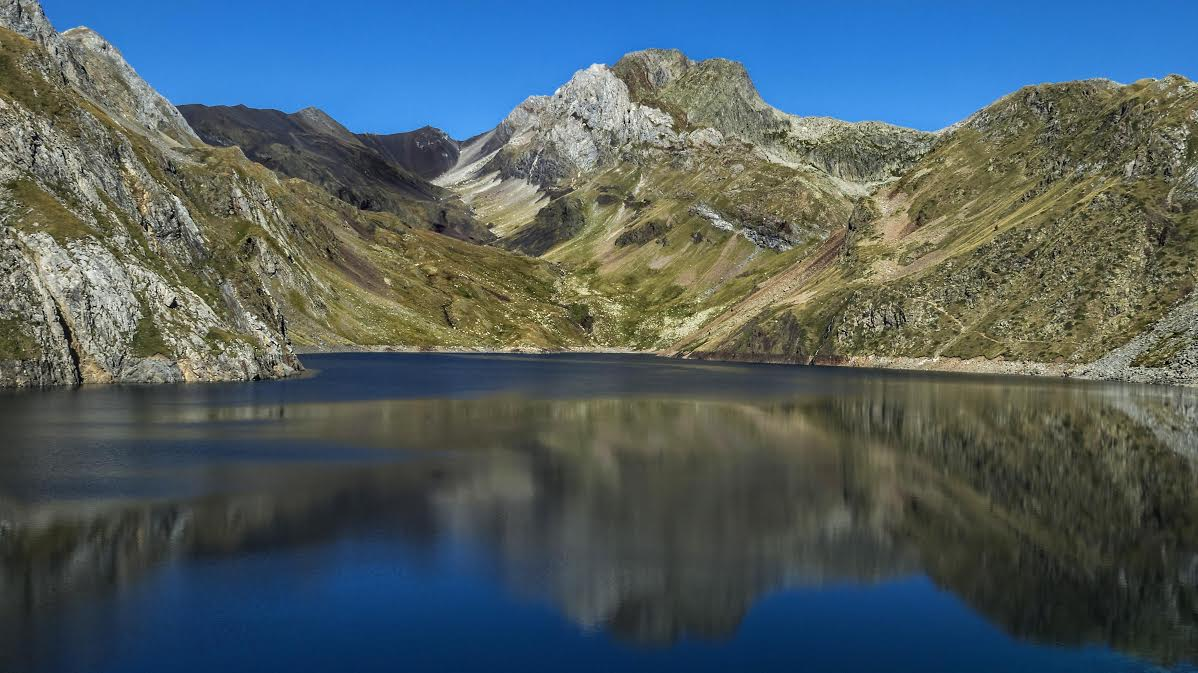
Estany de Llauset

- El sender de muntanya que duu fins a l'estany de Llauset, a 2100 metres d'altitud. Aquesta carretera és practicable, generalment, de juny a octubre. Es va construir als anys 1970, per bastir una gran presa i una sèrie de túnels i d'instal·lacions per a la central reversible anomenada de Llauset-Baserca.
- Ermita de Sant Climent, edifici romànic dels segles XI-XII, modificat als segles XVI-XVII, i restaurat el 1979.[4]
- Pic d'Aneto (3404 m), culminant dels Pirineus al massís de la Maladeta.